# Estelnic
Estelnic is een Roemeense gemeente in het district Covasna.
Estelnic telt 1162 inwoners.